# Trichomyia quadrispinosa
Trichomyia quadrispinosa är en tvåvingeart som beskrevs av Duckhouse 1978. Trichomyia quadrispinosa ingår i släktet Trichomyia och familjen fjärilsmyggor. Inga underarter finns listade i Catalogue of Life.